# Avia B-34
L'Avia B-34 fu un aereo da caccia monoposto, monomotore e biplano, sviluppato dall'azienda aeronautica cecoslovacca Avia nei primi anni trenta. Adottato inizialmente dalla Československé letectvo, l'allora componente aerea dell'esercito cecoslovacco, il modello venne costruito in soli 14 esemplari, prototipi compresi, divenendo base per una serie di varianti successive, la più efficace e dal maggior successo commerciale delle quali fu l'Avia B-534.

## Storia del progetto
All'inizio degli anni trenta l'azienda Avia avviò una serie di cambiamenti all'interno della propria struttura dirigenziale, con l'ufficio tecnico che vide l'avvicendamento dei due capoprogettisti e cofondatori dell'azienda Pavel Beneš, trasferitosi alla ČKD-Praga, e Miroslav Hajn con František Novotný. Fu alla sua iniziativa che si deve il progetto di un nuovo velivolo da caccia destinato ad affiancare l'Avia BH-33 che non riusciva ad ottenere un contratto nel mercato interno. Novotný decise di abbandonare l'impostazione del precedente modello, troppo legata alla tecnologia ancora vicina agli apparecchi utilizzati durante la prima guerra mondiale e basata ancora su una struttura parzialmente lignea, disegnando un velivolo dalla struttura interamente metallica, assemblata tramite viti e rivetti per facilitare le operazioni di manutenzione, abbinata ad un motore 12 cilindri a V raffreddato a liquido in luogo di quello radiale raffreddato ad aria del BH-33.
La costruzione del prototipo del nuovo modello, che assunse la designazione B-34, iniziò nell'estate del 1931 e fu completato all'inizio del 1932. Il caccia volo per la prima volta il 2 febbraio dello stesso anno nelle mani del collaudatore Václav Kočí. Le prove in volo che si successero non diedero però il risultato sperato, con il velivolo gravato da insoddisfacenti caratteristiche di volo e da prestazioni inferiori alle previsioni. Il prototipo fu soggetto a varie modifiche, e vennero ridisegnati la sezione anteriore della fusoliera e gli impennaggi di coda, fu installato un nuovo radiatore di raffreddamento, e l'elica venne dotata di un'ogiva aerodinamica. Sottoposto ai collaudi militari in volo presso il VLÚS (Vojenský letecký ústav studijní) nel febbraio 1933 e poi presso il VTLÚ (Vojenský tecknický a letecký ústav). Sottoposto a prove comparative in volo con il prototipo del caccia Letov Š-231 nel corso del 1933, venne dichiarato vincitore e la Československé letectvo emise un ordine per la produzione di 12 esemplari di preserie. Il secondo prototipo (B-34.2) fu equipaggiato inizialmente con un motore radiale Avia Rr 29, ma non volò mai con questo propulsore in quanto non presentava le necessarie caratteristiche di affidabilità e fu quindi rimotorizzato con l'Hispano-Suiza 12Ybrs e designato B-534.

## Tecnica
Il B-34 era un velivolo da caccia realizzato con una struttura interamente metallica, assemblata tramite viti e rivetti.
La fusoliera, sviluppata in altezza e leggermente rastremata verso coda, integrava la cabina di pilotaggio singola, posizionata in corrispondenza del bordo d'uscita alare, completamente scoperta ma dotata di un parabrezza a parziale protezione del pilota dalle intemperie. Posteriormente terminava in un impennaggio classico monoderiva che integrava l'elemento verticale con piani orizzontali separati a pianta ellittica.
La velatura era in configurazione sesquiplana di tipo classico, ovvero con il piano alare superiore di maggiore apertura dell'inferiore, e a scalamento positivo. Le due ali, entrambe dotate di alettoni, erano tra loro collegate da un sistema di montanti ad N.
Il carrello d'atterraggio era di tipo classico, fisso, con due elementi monoruota, congiunti alla fusoliera da una struttura ad "V", in tubi metallici, integrato posteriormente da un pattino d'appoggio posizionato sotto la coda. Le ruote non erano dotate di carenature.
Il propulsore installato era un 12 cilindri a V raffreddato a liquido Avia Vr-36, copia di produzione locale su licenza del francese Hispano-Suiza 12N, erogante la potenza di 740 CV (227 kW) ed azionante un'elica bipala. Il radiatore di raffreddamento del liquido era posizionato sotto l'estremità anteriore della fusoliera.
L'armamento fisso era costituito da due mitragliatrici Vz 30 calibro 7,92 mm disposte ai lati della fusoliera e sparanti attraverso il disco dell'elica.

## Impiego operativo
I dodici esemplari di serie, dotati di modifiche ai montanti interalari, ai piani di coda, al radiatore, che divenne a forma di "V" rovesciata, ed al carrello d'atterraggio, non più dotato di carenature alle ruote, entrarono in servizio presso il 37 Letka dello Stíhací pluk 3. Nonostante le inferiori prestazioni complessive e alcune impopolarità tra i piloti del reparto, l'aereo si rivelò robusto, tanto che un solo esemplare, il B-34.4, andò perso per incidente nell'aprile 1937. Passati all'addestramento operativo nel corso del 1937, gli aerei rimasero in servizio con la Československé letectvo fino allo smembramento della Cecoslovacchia avvenuto nel marzo 1939.

### Germania
Otto aerei vennero assegnati alle Germania, ed entrarono in servizio con la Luftwaffe per essere impiegati come addestratori. Tre aerei andarono perduti in incidenti, e gli altri furono ritirati dal servizio e probabilmente demoliti.

### Repubblica Slovacca
I rimanenti tre esemplari furono ceduti alla Repubblica Slovacca ed
entrarono in servizio nella neocostituita Slovenské vzdušné zbrane. Uno, o forse due di questi, erano ancora utilizzati per l'addestramento sul campo d'aviazione di Tri Duby nell'agosto 1944. Diventati parte integrante del Kombinovaná letka (squadrone combinato) dell'aviazione ribelle durante la rivolta nazionale slovacca contro i tedeschi, avvenuta nel mese di settembre dello stesso anno, quasi certamente furono distrutti dagli insorti slovacchi prima di lasciare il campo di volo dopo il fallimento della rivolta.

## Versioni
- B-134: progetto di una versione equipaggiata con propulsore Gnome-Rhône Mistral 14Kbs da 700 hp.
- B-234: designazione prevista per la versione del B-34 equipaggiata con motore radiale Avia Rr 29 da 600 CV.
- B-334: progetto di una versione equipaggiata con propulsore Armstrong Siddeley Jaguar Major da 490 hp.
- B-434: progetto di una versione equipaggiata con propulsore Hispano-Suiza 12Xbrs da 650 hp.

## Utilizzatori
Cecoslovacchia
- Československé letectvo

 Germania
- Luftwaffe

 Slovacchia
- Slovenské vzdušné zbrane